# Liste seit 1990 gebauter Dampflokomotiven

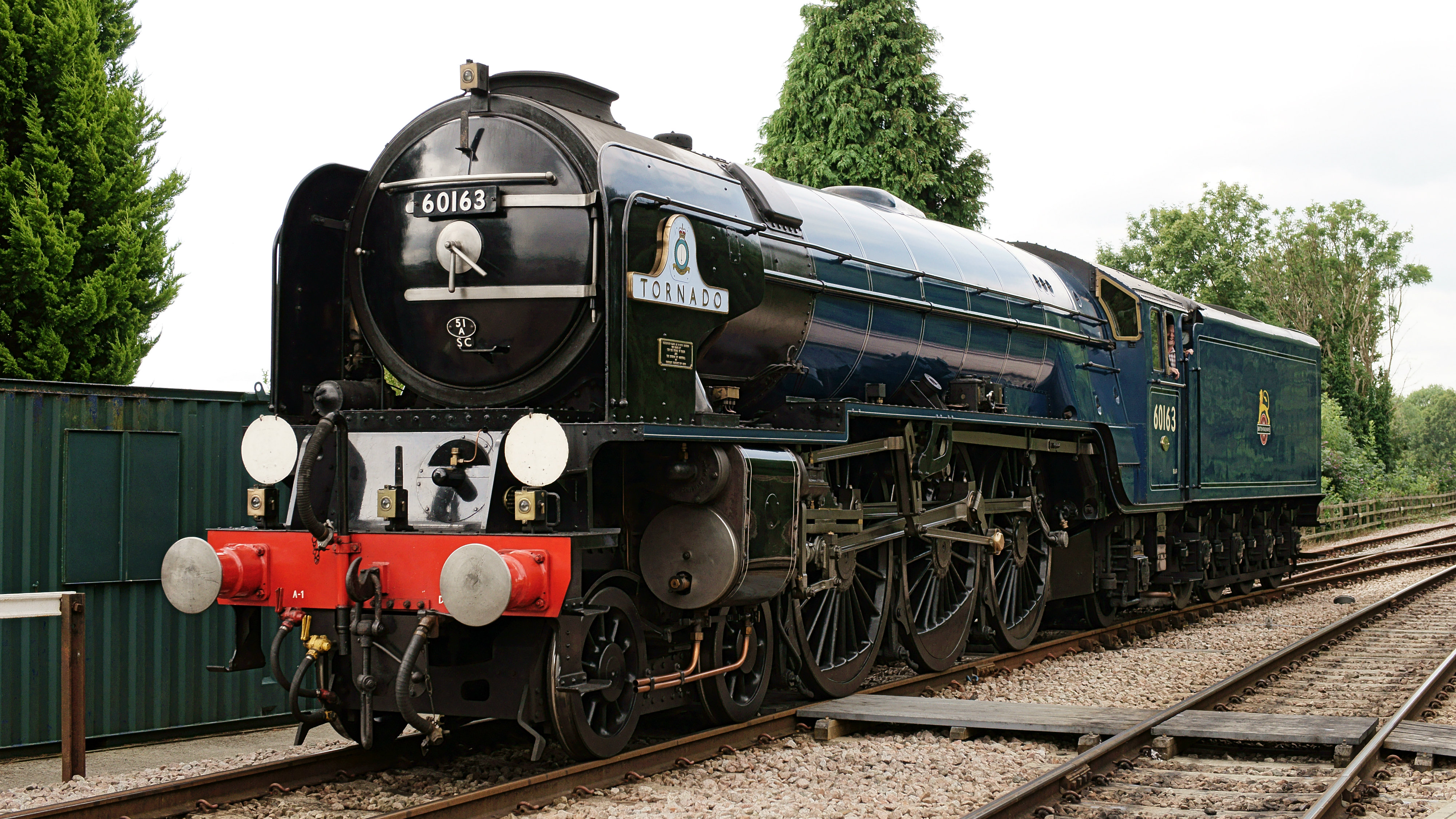
60163 Tornado – eine der bekanntesten neugebauten Dampflokomotiven

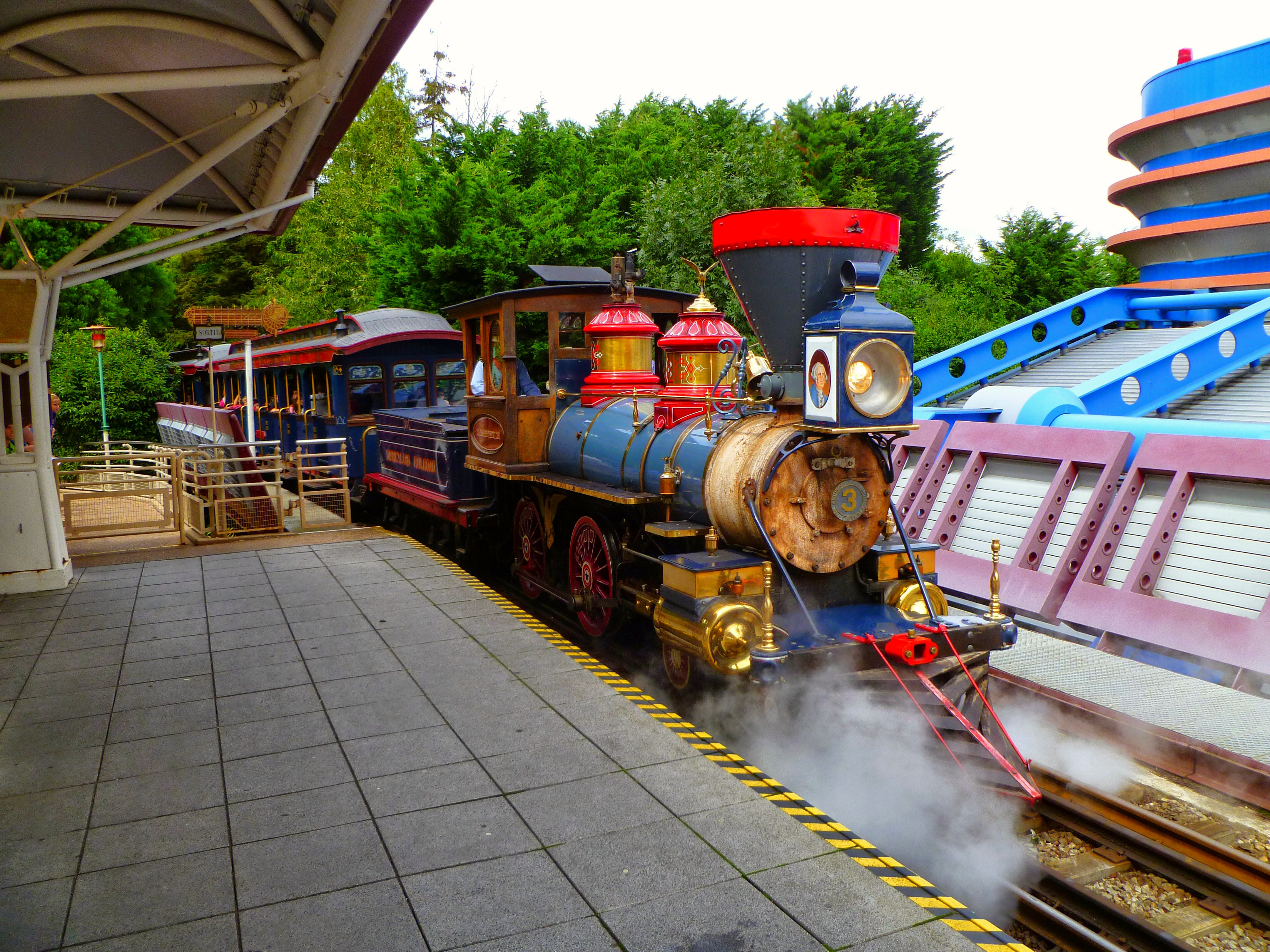
Mehrere Themenparks mit Westernmotiven haben Neubaudampflokomotiven erworben. Hier bei Eurodisney / Frankreich

Die Liste seit 1990 gebauter Dampflokomotiven umfasst Dampflokomotiven, deren Bau in jüngerer Zeit abgeschlossen wurde oder deren Bau in absehbarer Zeit vollendet werden soll. Als Bezugszeitpunkt dieser Liste wurde das Jahr 1990 gewählt. Der Bau von Dampflokomotiven für den planmäßigen Einsatz im regulären Zugbetrieb auf Bahnen ohne primäre Bedeutung im Touristik- oder Museumsbetrieb mit Ausnahme einer chinesischen Lokomotivfabrik, die vereinzelt noch nach 1990 für chinesische Bahnen Dampflokomotiven baute, war bis zu diesem Jahr beendet worden.

## Allgemeines
Der Bau von Dampflokomotiven für den planmäßigen Einsatz endete in Europa Mitte der 1960er Jahre, in den USA bereits Ende der 1940er Jahre. In Indien endete der Bau 1972, danach setzte noch die Volksrepublik China die Herstellung von Dampflokomotiven für den regulären Personen- und Güterverkehr in großen Stückzahlen fort. Lediglich in Rumänien entstand im Traktorenwerk Reghin mit der Nachbauserie CFF 764.4 den 1980er Jahren nochmals bis 1987 eine kleine Serie schmalspuriger Dampflokomotiven für den Holztransport auf den dortigen Waldbahnen. In China stellte die Dampflokfabrik Datong noch bis 1988 große Stückzahlen der CR-Baureihe QJ und der CR-Baureihe JS her, die Lokomotivfabrik Tangshan lieferte noch bis 1999 einige Exemplare der CR-Baureihe SY für den Einsatz auf Werks- und Industriebahnen. Abgesehen von diesen chinesischen Lokomotiven wurden Dampflokomotiven seit 1990 weltweit nur mehr für Museen, Museums-, Park- und Touristikbahnen gebaut. Diese Lokomotiven werden hier aufgelistet, überwiegend handelt es sich um Einzelexemplare und Nachbauten früherer Gattungen.
Die meisten dieser Lokomotiven wurden nicht von klassischen Lokomotivfabriken, sondern von meist neu entstandenen Spezialfirmen konstruiert, gebaut und geliefert. Verhältnismäßig stückzahlstarke Lieferanten sind dabei Alan Keef und Winson Engineering im Vereinigten Königreich. Beispiele für traditionelle Lokomotivfabriken, die auch als Lieferant für neue Dampflokomotiven auftraten, sind etwa Hunslet oder die Schweizerische Lokomotiv- und Maschinenfabrik. Die mit Abstand meisten Lokomotiven entstanden in Großbritannien, das eine große und engagierte Museumsbahnszene und eine Vielzahl an Museumsbahnen in verschiedenen Spurweiten aufweist.
Außerhalb Europas wurden im Golden Rock Railway Workshop im indischen Bundesstaat Tamil Nadu als Nachbau britischer und Schweizer Bauarten inzwischen acht Lokomotiven für zwei dampfbetriebene Bahnen hergestellt.
Aufgenommen wurden in die Liste nur Lokomotiven ab einer Spurweite von 381 mm (15 Zoll) sowie auch nur solche, deren Bau offensichtlich über die Ambitionen privater Heimwerkerprojekte hinausging. Die Zuordnung zu den Ländern orientiert sich am Einsatzgebiet, nicht am Herstellerland.

## Lokomotivliste

### Argentinien
| Bild   | Bahn / Kunde                                          | Lokomotive                               | Achsfolge        | Spurweite | Baujahr der Originalreihe | Baujahr | Hersteller                   | Bemerkungen |
| ------ | ----------------------------------------------------- | ---------------------------------------- | ---------------- | --------- | ------------------------- | ------- | ---------------------------- | ----------- |
|        | Ferrocarril Austral Fueguino (Tren del Fin del Mundo) | FCAF No.2 Nora (ab 2001 Ing L. D. Porta) | B’B’ n4t Garratt | 500 mm    | -                         | 1994    | In Argentinien               |             |
|        | Ferrocarril Austral Fueguino (Tren del Fin del Mundo) | FCAF No.3 Camila                         | 1’C1’ h2t        | 500 mm    | -                         | 1995    | Winson Engineering 15        |             |
| yyyyyy | Ferrocarril Austral Fueguino (Tren del Fin del Mundo) | FCAF No.5 Ing H. R. Zubieta              | B'B' h4t Garratt | 500 mm    | -                         | 2005    | Phil Girdlestone (Südafrika) |             |

### Australien
| Bild | Bahn / Kunde                                                      | Lokomotive                            | Achsfolge | Spurweite           | Baujahr der Originalreihe | Baujahr | Hersteller                      | Bemerkungen                      |
| ---- | ----------------------------------------------------------------- | ------------------------------------- | --------- | ------------------- | ------------------------- | ------- | ------------------------------- | -------------------------------- |
|      |                                                                   | South Australian Railways Z 199       | 4-4-0     | 1067 mm (3 ft 6 in) | ab 1894                   | ab 2007 | Details siehe hier              |                                  |
|      | Pettigrew & Sim (Replica)                                         | Mary Ann                              | 0-4-0VB   | 1067 mm (3 ft 6 in) |                           | 1999    | William Olds & Sons Pty Ltd     |                                  |
|      | Fort Glanville Tourist Railway                                    | No. 6 BILL                            | 2-4-0     | 457 mm              |                           | 1992    | Willis Locomotive Works 43/1992 |                                  |
|      | Wotton Light Railway                                              | 'Sandy'                               | 0-6-0T    | 15"                 |                           | 1996    | Exmoor workshop 301/1996        |                                  |
|      | Victorian Steam Locomotive Company / Victorian Goldfields Railway | Victorian Railways V class 2-8-0 V499 | 2-8-0     | 1067 mm (3 ft 6 in) | 1899–1902                 |         |                                 | Projekt im Jahr 2022 abgebrochen |

### China
| Bild | Bahn / Kunde | Lokomotive                           | Achsfolge | Spurweite | Baujahr der Originalreihe | Baujahr  | Hersteller                | Bemerkungen |
| ---- | --- | ------------------------------------ | --------- | --------- | ------------------------- | -------- | ------------------------- | ----------- |
|      | China Railway, zahlreiche chinesische Werksbahnen, Korea Railroad Corporation, New York, Susquehanna and Western Railway | über 60 Exemplare der CR-Baureihe SY | 2-8-2     | 1435 mm   |                           | bis 1999 | Tangshan Locomotive Works |             |

### Dänemark
| Bild | Bahn / Kunde              | Lokomotive | Achsfolge | Spurweite | Baujahr der Originalreihe | Baujahr       | Hersteller                                  | Bemerkungen                                |
| ---- | ------------------------- | ---------- | --------- | --------- | ------------------------- | ------------- | ------------------------------------------- | ------------------------------------------ |
|      | Dänisches Eisenbahnmuseum | Odin       |           | 1435 mm   | 1846                      | 2004 bis 2018 | Maskindepot Odense und Maskindepot Roskilde | Replikat der ersten Lokomotive in Dänemark |

### Deutschland
| Bild                          | Bahn / Kunde                                 | Lokomotive                     | Achsfolge | Spurweite     | Baujahr der Originalreihe | Baujahr       | Hersteller                                     | Bemerkungen                                                                                         |
| ----------------------------- | -------------------------------------------- | ------------------------------ | --------- | ------------- | ------------------------- | ------------- | ---------------------------------------------- | --------------------------------------------------------------------------------------------------- |
|                               | Deutsche Bahn Stiftung gGmbH / DB Museum     | Adler (Replikat)               | 1A1 n2    | 1435 mm       | 1935                      | 2007          | Dampflokwerk Meiningen                         | Weitgehender Neubau des aus dem Jahr 1935 stammenden Replikates des Adler nach Brandzerstörung      |
| 99.2324 in Bad Doberan        | Mecklenburgische Bäderbahn Molli GmbH        | 99.2324-4                      | 1’D1’ h2t | 900 mm        | 1932                      | 2008/09       | Dampflokwerk Meiningen                         | Nachbau der DRG-Baureihe 99.32, im Einsatz auf der Bahnstrecke Bad Doberan – Ostseebad Kühlungsborn |
| Sächsische IK Nr. 54 in Oybin | Stiftung Sächsische Schmalspurbahnen         | Replikat der Sächsischen IK 54 | C n2t     | 750 mm        | 1881–1892                 | 2009          | Dampflokwerk Meiningen                         | |
|                               | Tolk-Schau                                   | Annie                          | B n2t     | 2 ft (610 mm) |                           | 1992          | Bennett Brook Railway                          | |
|                               | u. a. Stumpfwaldbahn / Ramsen und an Private | Drei Exemplare FEBA 30         | B n2t     | 600 mm        |                           | 1998          | FEBA Fabriknummern 5001-5003/1998              | |
|                               | u. a. Parkeisenbahn Chemnitz und an Private  | Vier Exemplare FEBA 40         | B n2t     | 600 mm        |                           | 2006 und 2009 | FEBA Fabriknummern 5010/2006, 5013 + 5014/2009 | |
|                               | an Private                                   | Vier Exemplare FEBA 70         | B n2t     | 600 mm        |                           | 2008 und 2010 | FEBA Fabriknummern 5008 + 5009/2008, 5012/2010 | |

### Frankreich
| Bild | Bahn / Kunde                        | Lokomotive       | Achsfolge | Spurweite        | Baujahr der Originalreihe | Baujahr | Hersteller                        | Bemerkungen                        |
| ---- | ----------------------------------- | ---------------- | --------- | ---------------- | ------------------------- | ------- | --------------------------------- | ---------------------------------- |
|      | Disneyland Paris                    | No. 1 WF Cody    | 4-4-0     | 36"              |                           | 1992    | Hugh Phillips Engineering         |                                    |
|      | Disneyland Paris                    | No. 2 CK Holiday | 4-4-0     | 36"              |                           | 1992    | Hugh Phillips Engineering         |                                    |
|      | Disneyland Paris                    | No. 3            | 4-4-0     | 36"              |                           | 1992    | Hugh Phillips Engineering         |                                    |
|      | Disneyland Paris                    | No. 4 Eureka     | 4-4-0     | 36"              |                           | 1993    | Severn Lamb                       |                                    |
|      | Tacot des Lacs                      | Edgar            | B n2t     | 2 ft (610 mm)    |                           | 2017    | North Bay Railway Engineering Co. | Replikat der Type 1 von Decauville |
|      | Le Chemin de Fer touristique d'Anse | ?                | 2-6-2     | 381 mm (15 Zoll) |                           | 2001    | CFTA                              |                                    |

### Indien
| Bild                                                                                          | Bahn / Kunde                 | Lokomotive | Achsfolge  | Spurweite     | Baujahr der Originalreihe | Baujahr                   | Hersteller                   | Bemerkungen |
| --------------------------------------------------------------------------------------------- | ---------------------------- | --- | ---------- | ------------- | ------------------------- | ------------------------- | ---------------------------- | ----------- |
| Das Bild zeigt eine Lok der Class B, nicht aber eine der neugebauten Loks der gleichen Klasse | Darjeeling Himalayan Railway | Wegen Überalterung der vorhandenen Dampflokomotiven britischer Produktion der Class B wurden zwei Lokomotiven nachgebaut       | B n2t      | 2 ft (610 mm) | 1889–1925                 | 2004                      | Golden Rock Railway Workshop |             |
| Class X der Nilgiri Mountain Railway                                                          | Nilgiri Mountain Railway     | Wegen Überalterung der vorhandenen Dampflokomotiven schweizerischer Produktion der Class X wurden sechs Lokomotiven nachgebaut | Dzz1’ h4vt | 1000 mm       | 1914–1952                 | 2011 bis 2014, 2021, 2022 | Golden Rock Railway Workshop |             |

### Irland
| Bild | Bahn / Kunde         | Lokomotive                 | Achsfolge | Spurweite        | Baujahr der Originalreihe | Baujahr | Hersteller                    | Bemerkungen |
| ---- | -------------------- | -------------------------- | --------- | ---------------- | ------------------------- | ------- | ----------------------------- | ----------- |
|      | Difflin Lake Railway | No. 1 'Duchess of Difflin' | 0-4-2T    | 381 mm (15 Zoll) |                           | 2003    | Exmoor Steam Railway 317/2003 |             |

### Japan
| Bild | Bahn / Kunde                                                  | Lokomotive           | Achsfolge | Spurweite        | Baujahr der Originalreihe | Baujahr | Hersteller                   | Bemerkungen |
| ---- | ------------------------------------------------------------- | -------------------- | --------- | ---------------- | ------------------------- | ------- | ---------------------------- | ----------- |
|      | Usui-tōge Tetsudō Bunkamura (Usui Pass Railway Heritage Park) | 'Abt Kun'            | 2-6-2T    | 2 ft (610 mm)    |                           | 1998    | Winson Engineering 19        |             |
|      | Western River Railroad (Disneyland Tokio)                     | No. '20 Mississippi' | 2-4-0     | 30"              |                           | 1991    | Kyosan Kogyo                 |             |
|      | Shuzenji Romney Railway                                       | 'Cumbria'            | 2-6-2     | 381 mm (15 Zoll) |                           | 1992    | Ravenglass & Eskdale Railway |             |

### Niederlande
| Bild | Bahn / Kunde                     | Lokomotive | Achsfolge | Spurweite | Baujahr der Originalreihe | Baujahr | Hersteller                                               | Bemerkungen |
| ---- | -------------------------------- | ---------- | --------- | --------- | ------------------------- | ------- | -------------------------------------------------------- | ----------- |
|      | Efteling Stoomtrein Maatschappij | "Trijntje" | 0-4-0T OC | 600 mm    |                           | 1991    | Gebaut bei Alan Keef, 38                                 |             |
|      | Stichting voorheen RTM           | RTM 37     | B n2t     | 1067 mm   |                           | ab 2010 | Replica Stichting v/h Rotterdamsche Tramweg Maatschappij |             |

### Österreich
| Bild                             | Bahn / Kunde  | Lokomotive                                                        | Achsfolge | Spurweite | Baujahr der Originalreihe                       | Baujahr                                                                                           | Hersteller                                    | Bemerkungen |
| -------------------------------- | ------------- | ----------------------------------------------------------------- | --------- | --------- | ----------------------------------------------- | ------------------------------------------------------------------------------------------------- | --------------------------------------------- | --- |
| Lokomotive 4 der Achenseebahn    | Achenseebahn  | Lok 1, 3 und 4 (1995–2017 fuhr auch Lok 2 mit einem Neubaurahmen) | Bz n2t    | 1000 mm   | 1889                                            | 1995: Lok 2 1997: Lok 1 1998: Lok 3 2008: Lok 4 (Rahmen von Lok 1) 2018: Lok 1 (Rahmen von Lok 2) | Werkstätte der Achenseebahn in Jenbach        | Zwei der drei noch vorhandenen Lokomotiven wurden auf neu gebauten Rahmen mit teilweise historischen Komponenten aufgebaut, Lok 4 wurde 1945 ausgemustert und 2008 neu erstellt |
| Lokomotive Z13 der Schafbergbahn | Schafbergbahn | Neukonstruktion, insgesamt acht Exemplare                         | 2zz1' h2t | 1000 mm   | Neukonstruktion auf Basis BRB H 2/3 Nr. 6 und 7 | 1992 und 1995                                                                                     | Schweizerische Lokomotiv- und Maschinenfabrik | |
|                                  |               |                                                                   |           |           |                                                 |                                                                                                   |                                               | |

### Schweiz
| Bild | Bahn / Kunde                                                                  | Lokomotive | Achsfolge | Spurweite                                       | Baujahr der Originalreihe | Baujahr                                       | Hersteller | Bemerkungen |
| ---- | ----------------------------------------------------------------------------- | ---------- | --------- | ----------------------------------------------- | ------------------------- | --------------------------------------------- | ---------- | ----------- |
|      | Chemin de fer Montreux–Territet–Glion–Rochers-de-Naye und Brienz-Rothorn-Bahn | 2zz1' h2t  | 800 mm    | Neukonstruktion auf Basis BRB H 2/3 Nr. 6 und 7 | 1992, 1996                | Schweizerische Lokomotiv- und Maschinenfabrik |            |             |
|      |                                                                               |            |           |                                                 |                           |                                               |            |             |

### Schweden
| Bild | Bahn / Kunde                       | Lokomotive  | Achsfolge | Spurweite | Baujahr der Originalreihe | Baujahr | Hersteller                        | Bemerkungen |
| ---- | ---------------------------------- | ----------- | --------- | --------- | ------------------------- | ------- | --------------------------------- | ----------- |
|      | Schwedisches Eisenbahnmuseum Gävle | Förstlingen | B n2t     | 1435 mm   | 1853                      | 2004    | Intresseföreningen Förstlingen II |             |

### Sri Lanka
| Bild | Bahn / Kunde        | Lokomotive  | Achsfolge | Spurweite | Baujahr der Originalreihe | Baujahr | Hersteller          | Bemerkungen |
| ---- | ------------------- | ----------- | --------- | --------- | ------------------------- | ------- | ------------------- | ----------- |
|      | Ratmalana Workshops | No. SLR 001 | 4-6-0     | 18"       |                           | 1992    | Ratmalana Workshops |             |
|      |                     |             |           |           |                           |         |                     |             |

### Tschechische Republik
| Bild | Bahn / Kunde                 | Lokomotive                         | Achsfolge | Spurweite | Baujahr der Originalreihe | Baujahr       | Hersteller | Bemerkungen |
| ---- | ---------------------------- | ---------------------------------- | --------- | --------- | ------------------------- | ------------- | --- | ----------- |
|      |                              | Replikat Orenstein & Koppel, 40 HP | C n2t     | 600 mm    |                           | 2008 bis 2014 | 1. Kolínská lokomotivní společnost pro opravy a stavbu parních lokomotiv (Erste Koliner Lokomotivgesellschaft für Reparatur und Bau von Dampflokomotiven) |             |
|      | Železnice Plná Páry / Dačice | Jůlinka                            | B n2t     | 600 mm    |                           |               | |             |

### Vereinigtes Königreich
| Bild          | Bahn / Kunde                                             | Lokomotive                                              | Achsfolge     | Spurweite                        | Baujahr der Originalreihe | Baujahr       | Hersteller | Bemerkungen |
| ------------- | -------------------------------------------------------- | ------------------------------------------------------- | ------------- | -------------------------------- | ------------------------- | ------------- | --- | --- |
|               | Didcot Railway Centre                                    | Firefly                                                 | 2-2-2         | Breitspur 2140 mm (7 Fuß ¼ Zoll) |                           | 2005          | Fire Fly Trust                                                                                                 | Replikat der GWR Firefly Class |
|               | Didcot Railway Centre                                    | Iron Duke                                               | 4-2-2         | Breitspur 2140 mm (7 Fuß ¼ Zoll) |                           | 1985          | Resco (Railways) Ltd, Woolwich                                                                                 | Replikat unter Verwendung von Teilen zweier Lokomotiven der LNER-Klasse J94                                                                                                 |
|               | Manchester Museum of Science & Industry                  | Planet                                                  | 2-2-0         | 1435 mm                          |                           | 1991          | Manchester Museum of Science and Industry                                                                      | |
|               | Didcot Railway Centre                                    | (GWR 2900) 2999 Lady of Legend.                         | 4-6-0         | 1435 mm                          | 1929                      | 2009 bis 2019 | Swindon | Die Lokomotive entstand unter Verwendung von Bauteilen der (GWR 4900) 4942 Maindy Hall.                                                                                     |
|               | North of England open air Museum (Beamish)               | Steam Elephant                                          | C n2 / 0-6-0  | 1435 mm                          | 1820 oder früher          | 2002          | Alan Keef Ltd Gemeinschaftsprojekt mit Dorothea Restorations                                                   | Replikat |
|               | North of England open air Museum (Beamish)               | Puffing Billy                                           | B n2          | 1435 mm                          |                           | 2006          | Alan Keef Ltd 71 / 2006                                                                                        | Replikat |
| 60163 Tornado | A1 Steam locomotive trust                                | LNER Peppercorn Class A1 60163 Tornado                  | 2 C 1 / 4-6-2 | 1435 mm                          | 1948–1949                 | 1994 bis 2008 | Hopetown Carriage Works / Dampflokwerk Meiningen                                                               | |
|               |                                                          | GWR steam railmotor No. 93.                             | B 2           | 1435 mm                          | 1908                      | 1998 bis 2012 | [ 57 ] | Neuaufbau unter Verwendung des Originalkastens |
|               | Standard Steam Locomotive Company Limited                | Standard Class 6 72010 Hengist                          | 4-6-2         | 1435 mm                          | 1951–1952                 | 2013 -        | | Fertigstellung ist für 2026 geplant |
|               | Bluebell Railway                                         | LB&SCR H2 class 32424 Beachy Head                       | 4-4-2         | 1435 mm                          | 1911–1912                 | 2000 bis 2024 | | Bau unter Verwendung einzelner Originalteile |
|               | Bluebell Railway                                         | BR-Standardklasse 2MT 84030.                            | 2-6-2T        | 1435 mm                          | 1953–1957                 |               | [ 61 ] | Neubau auf Basis der Spenderlokomotive 78059 |
|               |                                                          | LMS Patriot Class 45551 The Unknown Warrior             | 4-6-0         | 1435 mm                          |                           | 2008 -        | Tyseley Locomotive Works / Princess Royal Class Locomotive Trust / Butterley                                   | Replikat. Das Projekt ist noch nicht abgeschlossen. |
|               | The P2 Steam Locomotive Company                          | LNER Class P2 2007 Prince of Wales.                     | 2-8-2         | 1435 mm                          | 1934–1936                 | 2011 -        | Darlington Locomotive Works / Stephenson Engineering / Dampflokwerk Meiningen                                  | Das Projekt ist noch nicht abgeschlossen Fertigstellung 2027 erwartet |
|               | Doncaster P2 Locomotive Trust                            | P2, No. 2001 "Cock O' The North"                        | 2-8-2         | 1435 mm                          | 1934–1936                 | 2014–         | Tata Steel | |
|               | B17 Steam Locomotive Trust (B17 SLT)                     | LNER Class B17 61673 Spirit of Sandringham project.     | 4-6-0         | 1435 mm                          | 1928–1937                 | 2011 -        | The Boro’ Foundry at Lye / Llangollen / CTL Seal Limited in Sheffield                                          | Fertigstellung wird für 2029 erwartet |
|               | The GCR 567 Locomotive Group                             | GCR Class 2 (LNER Class D7) GCR 567                     | 2′B n2 4-4-0  | 1435 mm                          | 1887–1894                 | bis ca. 2025  | Fertigstellung wird für 2025 erwartet                                                                          | |
|               | Severn Valley Railway                                    | Catch Me Who Can                                        | 2-2-0         | 1435 mm                          | 1808                      | 2013          | Bridgnorth Locomotive Works                                                                                    | Replikat einer Lokomotive von Richard Trevithick |
|               | Severn Valley Railway / The 82045 Steam Locomotive Trust | BR-Standardklasse 3MT 82045                             | 2-6-2T        | 1435 mm                          | 1952–1955                 | seit 2007     | Bridgnorth Locomotive Works                                                                                    | |
|               |                                                          | GWR 6880 Betton Grange                                  | 4-6-0 / 2'C h | 1435 mm                          |                           | 2013 bis 2024 | Tyseley Locomotive Works / GWR Swindon Works                                                                   | Replikat unter Verwendung von Teilen anderer Lokomotiven. |
|               | Great Western Society                                    | GWR 1000 County 1014 County of Glamorgan.               | 4-6-0         | 1435 mm                          |                           | nach 2000     | Didcot Railway Centre / Tyseley Locomotive Works                                                               | Replikat Das Projekt ist noch nicht abgeschlossen |
|               |                                                          | LNWR Bloomer Class 670                                  | 2-2-2         | 1435 mm                          | 1851–1862                 | 1986–2026     | Tyseley Locomotive Works, Goodman Metals of Netherfield, Nottingham                                            | Replikat. 1990 war die Herstellung zu 90 % vollendet, der Bau wurde in den 2010er Jahren wieder aufgenommen und soll 2026 abgeschlossen werden.                             |
|               | Churchward County Trust / Great Western Society          | GWR 3800 County 3840 County of Montgomery               | 4-4-0         | 1435 mm                          | 1904–1912                 | 2018–2033     | Googman Metals of Netherfield, Nottingham                                                                      | Das Projekt ist noch nicht abgeschlossen |
|               | Great Western Society                                    | GWR 4700 Class Churchward Night Owl 4709 project.       | 2-8-0         | 1435 mm                          |                           | -2012         | Tyseley Locomotive Works                                                                                       | Das Projekt ist noch nicht abgeschlossen |
|               | Class G5 Locomotive Company Limited                      | NER Class O / LNER Class G5.                            | 0-4-4T        | 1435 mm                          |                           | 2009–2023     | Hackworth Industrial Park, Shildon / Lincoln Crankshaft                                                        | Replikat der Lokomotive 1759. Das Projekt ist noch nicht abgeschlossen |
|               | LNWR George the Fifth Locomotive Trust                   | LNWR George the Fifth Class 2013 Prince George project. | 4-4-0         | 1435 mm                          | 1910–1915                 | 2017–2023     | private workshop at Ovington in Essex                                                                          | Das Projekt ist noch nicht abgeschlossen |
|               | Holden F5 Steam Locomotive Trust                         | GER Class M15 (LNER Class F5) 2-4-2T 67218 project      | 2-4-2T        | 1435 mm                          |                           | ab 2020       | | |
|               | Southwold Railway                                        | Blyth                                                   | 2-4-0T        | 914 mm / 36"                     | 1879                      |               | [ 81 ] | 3D-Modell erstellt; Schornstein gegossen |
|               | Coalbrookdale Museum                                     |                                                         | 0-4-0         | 914 mm / 36"                     | 1803                      | 1990          | GKN Sankey | |
|               | Talyllyn Railway                                         | No. 7 'Tom Rolt'                                        | 0-4-2T        | 686 mm / 27 Zoll                 |                           | 1991          | Talyllyn Railway                                                                                               | |
|               | Corris Railway No. 7                                     |                                                         | 0-4-2ST       | 686 mm (2 ft 3 in)               |                           | 1999–2005     | Winson Engineering 17, work completed at Drayton Designs                                                       | Replikat basierend on the original No. 4, a Kerr Stuart "Tattoo" |
|               | Corris Railway No. 10                                    |                                                         | 0-4-2ST       | 686 mm (2 ft 3 in)               | 1878                      | 2022          | Alan Keef 91/2022                                                                                              | Replica of Corris Railway "Falcon" locomotive. |
|               | Golden Valley Light Railway                              | 'Joan'                                                  | 0-4-2T        | 610 mm / 24 Zoll                 |                           | 1997          | T D A Civil | |
|               | Statfold Barn Railway                                    | No. 2 'Howard'                                          | 0-4-0VBT+T    | 610 mm / 24 Zoll                 |                           | 2007          | Wilbrighton Wagon Works 2/2007                                                                                 | |
|               | Statfold Barn Railway                                    | 'Statfold'                                              | 0-4-0ST       | 610 mm / 24 Zoll                 |                           | 2005          | Hunslet Engine Co. 3903/2005                                                                                   | |
|               | Statfold Barn Railway                                    | 'Jack Lane'                                             | 0-4-0ST       | 610 mm / 24 Zoll                 |                           | 2007          | Hunslet Engine Co. 3904/2007                                                                                   | |
|               | Amerton Railway                                          | 'Jennie'                                                | 0-4-0ST       | 610 mm / 24 Zoll                 |                           | 2008          | Hunslet Engine Co. 3905/2008                                                                                   | |
|               | Bressingham Steam Museum                                 | No. 3 'Fernilee'                                        | 0-4-0VB       | 610 mm / 24 Zoll                 |                           | 2015          | Wilbrighton Wagon Works                                                                                        | |
|               | Bressingham Steam Museum                                 | No. 2 'Bevan'                                           | 0-4-0PT-T     | 610 mm / 24 Zoll                 |                           | 2009          | Braithwaite/Bevan/Bressingham                                                                                  | |
|               | Beamish Museum                                           | 'Samson'                                                | 0-4-0WTG      | 610 mm / 24 Zoll                 |                           | 2015          | Beamish Museum                                                                                                 | |
|               | Groudle Glen Railway                                     | 'Steamplex'                                             | B n2t         | 610 mm (2 Fuß)                   |                           | 2013          | Alan Keef | |
|               | Groudle Glen Railway                                     | "Otter"                                                 | B n2t         | 610 mm (2 Fuß)                   |                           |               | North Bay Railway Engineering Co.                                                                              | |
|               | Alan Keef                                                | "Taffy"                                                 | 0-4-0VBT VC   | 610 mm (2 Fuß)                   |                           | 1990          | 1990. De Winton Replika                                                                                        | |
|               | Lathalmond Railway Museum                                | 'Big Dave'                                              | 0-4-0ST       | 610 mm (2 Fuß)                   |                           | 2021          | North Bay Railway Engineering Co.                                                                              | |
|               | Gartell Light Railway                                    | No. 6 'Mr. G'                                           |               | 610 mm (2 Fuß)                   |                           | 1998          | North Dorset Locomotive Works                                                                                  | |
|               | Gartell Light Railway                                    | No. 8 'Faith'                                           | 0-4-2T        | 610 mm (2 Fuß)                   |                           | 2016          | North Dorset Locomotive Works                                                                                  | |
|               | Gartell Light Railway                                    | No. 9 'Jean'                                            | 0-4-0T+T      | 610 mm (2 Fuß)                   |                           | 2008          | Alan White/North Dorset Locomotive Works                                                                       | |
|               | North Ings Farm Museum                                   | No. 9 'Swift'                                           | 4wVBT         | 610 mm (2 Fuß)                   |                           | 1994          | T Hall | |
|               | Brymbo Heritage Centre                                   | 'Iorwerth'                                              | 0-4-0VBT      | 610 mm (2 Fuß)                   |                           | 2008          | Adam Barber | |
|               | Launceston Steam Railway                                 | No. 89 'Perseverance'                                   | 0-4-0VBT      | 600 mm                           |                           | 2004          | C Parminter | |
|               | Kew Bridge Steam Museum                                  | 'Thomas Wickstead'                                      | 0-4-0ST       | 597 mm                           |                           | 2009          | Hunslet Engine Co. 3906/2009                                                                                   | |
|               | Lynton and Barnstaple Railway                            | Lyn                                                     | 2-4-2T        | 597 mm                           | 1898                      | 2009 bis 2017 | Alan Keef Ltd.                                                                                                 | |
|               | Ffestiniog Railway                                       | Lyd                                                     | 1C1t / 2-6-2T | 597 mm                           | 1925                      | 1999 bis 2010 | Ffestiniog Railway                                                                                             | |
|               | Ffestiniog Railway                                       | 8II James Spooner                                       | 0-4-4-0T      | 597 mm                           |                           | 2023          | Boston Lodge Works Double Fairlie. On completion became the most recent Double Fairlie locomotive in the world | A replica of the original locomotive being built to replace Earl of Merioneth.                                                                                              |
|               | Ffestiniog Railway                                       | George England No. 3 Mountaineer.                       | 0-4-0T+T      | 597 mm                           |                           |               | | A replica of the original locomotive. It will be named Mountaineer III |
|               | Ffestiniog Railway                                       | Taliesin                                                | 0-4-4T        | 597 mm                           |                           | 1876/1999     | Vulcan Foundry / Boston Lodge                                                                                  | Replikat, unter Verwendung einiger Originalbauteile. |
|               | Ffestiniog Railway                                       | 12 'David Lloyd George'                                 | 0-4-4-0T      | 597 mm                           |                           | 1992          | Boston Lodge Double Fairlie                                                                                    | |
|               | North Bay Railway                                        | 'Georgina'                                              | 0-4-0ST       | 508 mm / 20 Zoll                 |                           | 2014          | North Bay Railway Engineering Co.                                                                              | |
|               | Laxey Mines Tramway                                      | 'Ant'                                                   | 0-4-0WT       | 483 mm / 19"                     |                           | 2004          | Great North Steam                                                                                              | |
|               | Laxey Mines Tramway                                      | 'Bee'                                                   | 0-4-0WT       | 483 mm / 19"                     |                           | 2004          | Great North Steam                                                                                              | |
|               | Lappa Valley Steam Railway                               | No. 3 'Ruby'                                            | 0-4-2PT       | 381 mm (15 Zoll)                 |                           | 2015          | Exmoor workshop                                                                                                | |
|               | Lappa Valley Steam Railway                               | No. 1 'Zebedee'                                         | 0-6-4T        | 381 mm (15 Zoll)                 |                           | 1990          | Severn Lamb | |
|               | Bressingham Steam and Gardens                            | 'St. Christopher'                                       | 2-6-2T        | 381 mm (15 Zoll)                 |                           | 2001          | Exmoor workshop 311/2001                                                                                       | |
|               | Longleat Light Railway                                   | No. 6 'Anne'                                            | 0-6-2T        | 381 mm (15 Zoll)                 |                           | 2004          | Exmoor workshop                                                                                                | |
|               | Perrygrove Railway                                       | 'Ursula'                                                | 0-6-0T        | 381 mm (15 Zoll)                 |                           | 1999          | J Waterfield                                                                                                   | |
|               | Perrygrove Railway                                       | 'Lydia'                                                 | 2-6-2T OC     | 381 mm (15 Zoll)                 |                           | 2007          | Alan Keef | |
|               | Heatherslaw Light Railway                                | 'Bunty'                                                 | 2-6-2T+T OC   | 381 mm (15 Zoll)                 |                           |               | 2010 Baubeginn bei Neville Smith. Vollendet bei Alan Keef Ltd.                                                 | |
|               | Bure Valley Railway                                      | 1 'Wroxham Broad'                                       | 2-6-4T        | 381 mm (15 Zoll)                 |                           | 1992          | Winson Engineering 7                                                                                           | Geplant als Dampflokomotive, ursprünglich aber als benzinhydraulische Lokomotive mit Aussehen einer Dampflok ausgeführt. 1992 von Winson zur Dampflokomotive rekonstruiert. |
|               | Bure Valley Railway                                      | No. 6 'Blickling Hall' ZB Class                         | 2-6-4T        | 381 mm (15 Zoll)                 |                           | 1994          | Winson Engineering 12                                                                                          | |
|               | Bure Valley Railway                                      | No. 7 'Spitfire' ZB Class                               | 2-6-2         | 381 mm (15 Zoll)                 |                           | 1994          | Winson Engineering 14                                                                                          | |
|               | Bure Valley Railway                                      | No. 8 'Thunder' (now 'John of Gaunt') ZB Class 2-6-2    | 2-6-4T        | 381 mm (15 Zoll)                 |                           | 1997          | Winson Engineering 16                                                                                          | Vom Hersteller in Teilen ausgeliefert und 1997 von der Bure Valley Railway endgefertigt                                                                                     |
|               | Bure Valley Railway                                      | 9 'Mark Timothy' ZB Class                               | 2-6-4T        | 381 mm (15 Zoll)                 |                           | 1999          | 2003 | Generalüberholte Winson 20 |
|               | Eaton Park Railway                                       | 'Katie'                                                 | 0-4-0T        | 381 mm (15 Zoll)                 |                           | 1994          | Thursley/FMB                                                                                                   | |
|               | Markeaton Park Light Railway                             | 'Monty'                                                 | 0-4-2T        | 381 mm (15 Zoll)                 |                           | 1996          | Exmoor workshop 300/1996                                                                                       | |
|               | Evesham Vale Light Railway                               | 'St. Egwin'                                             | 0-4-0T-T      | 381 mm (15 Zoll)                 |                           | 2003          | Exmoor workshop 312/2003                                                                                       | |
|               | Rhiw Valley Light Railway                                | 'Jack'                                                  | 0-4-2ST       | 381 mm (15 Zoll)                 |                           | 2003          | TMA 25657 | |
|               | Aktueller Besitzer unbekannt                             | No. 3 'Tasmania'                                        | 0-4-0+0-4-0   | 381 mm (15 Zoll)                 |                           | 1990          | Lester Jones                                                                                                   | |
|               | Cleethorpes Coast Light Railway                          | No. 6284                                                | 2-8-0         | 381 mm (15 Zoll)                 |                           | 1999          | T. Turner | |
|               | Cleethorpes Coast Light Railway                          | No. 24                                                  | 2-6-2         | 381 mm (15 Zoll)                 |                           | 1990          | Fairborne | |
|               | Cleethorpes Coast Light Railway                          | 'Spirit of Adventure'                                   | 0-6-0T        | 381 mm (15 Zoll)                 |                           | 1993          | Exmoor workshop 295/1993                                                                                       | |
|               | Cleethorpes Coast Light Railway                          | 'Effie'                                                 | 0-4-0WT       | 381 mm (15 Zoll)                 |                           | 1999          | Great Northern Steam 11/1999                                                                                   | |
|               | Kirklees Light Railway                                   | No. 1 'Fox'                                             | 2-6-2T        | 381 mm (15 Zoll)                 |                           | 1990          | Brian Taylor                                                                                                   | |
|               | Kirklees Light Railway                                   | No. 2 'Badger'                                          | 0-6-4ST       | 381 mm (15 Zoll)                 |                           | 1991          | Brian Taylor                                                                                                   | |
|               | Kirklees Light Railway                                   | No. 3 'Hawk'                                            | 0-4-4-0T      | 381 mm (15 Zoll)                 |                           | 1998          | Kirklees | |
|               | Kirklees Light Railway                                   | No. 4 'Owl'                                             | 0-4-4-0T      | 381 mm (15 Zoll)                 |                           | 2000          | Brian Taylor                                                                                                   | |
|               | Wotton Light Railway                                     | 'Sandy'                                                 | 0-6-0T        | 381 mm (15 Zoll)                 |                           | 1996          | Exmoor workshop 301/1996                                                                                       | |
|               | Sherwood Forest Railway                                  | No. 1 'Smokey Joe'                                      | 0-4-0ST-T     | 381 mm (15 Zoll)                 |                           | 1991          | K Hardy | |
|               | Sherwood Forest Railway                                  | No. 2 'Pet'                                             | 0-4-0ST-T     | 381 mm (15 Zoll)                 |                           | 1998          | K Hardy | |
|               | Saltburn Miniature Railway                               | 'Blacklock R'                                           | 4-4-2         | 381 mm (15 Zoll)                 |                           | 2001          | A J Moss | |
|               | Ruislip Lido Railway                                     | No. 6 Mad Bess                                          | 2-4-0ST+T     | 305 mm (12 Zoll)                 |                           | 1986–1998     | The Ruislip Lido Railway Society                                                                               | Nachbau annähernd im Maßstab 1:2 der Lokomotive BLANCHE der Ffestiniog Railway                                                                                              |
|               |                                                          |                                                         |               |                                  |                           |               | | |

### Vereinigte Staaten von Amerika
| Bild                                                              | Bahn / Kunde                               | Lokomotive | Achsfolge | Spurweite        | Baujahr der Originalreihe | Baujahr                       | Hersteller                      | Bemerkungen                                                                                 |
| ----------------------------------------------------------------- | ------------------------------------------ | --- | --------- | ---------------- | ------------------------- | ----------------------------- | ------------------------------- | ------------------------------------------------------------------------------------------- |
|                                                                   | Harrisburg, Lincoln and Lancaster Railroad | Leviathan / Pennsylvania Railroad 331 | 4-4-0     | 1435 mm          | 1868                      | 2009 fertiggestellt           | Kloke Locomotive Works          |                                                                                             |
| Das Bild zeigt eine der Originallokomotive und nicht das Replikat |                                            | PRR T1 duplex No. 5550 Pennsylvania Railroad T1 | 4-4-4-4   | 1435 mm          | 1942–1946                 | 2016 bis voraussichtlich 2030 |                                 |                                                                                             |
|                                                                   | Northern Central Railway                   | No. 17 | 4-4-0     | 1435 mm          |                           | 2013                          | Kloke Locomotive Works          | Die Lokomotive basiert auf keinem konkreten Vorbild, ist also nicht als Replikat anzusehen. |
|                                                                   | Nevada State Railroad Museum               | Virginia and Truckee Railroad Locomotive #1 "The Lyon", 2-6-0, replica of original engine | 2-6-0     | 1435 mm          |                           | noch nicht fertig gestellt    | [ 147 ]                         |                                                                                             |
|                                                                   | Ridgway Railroad Museum                    | Rio Grande Southern Railroad No. 36: | 4-4-0     | 36 Zoll / 914 mm |                           | 2017                          | Mammoth Locomotive Works        | a replica of the original RGS Baldwin 8-18-C class 4-4-0                                    |
|                                                                   |                                            | WW&F No. 11: The Wiscasset, Waterville and Farmington Railway Museum is constructing No. 11, which is meant to be a replica of the original WW&F's No. 7. No. 7 was a Baldwin 28-ton 2-4-4T Forney locomotive | 2-4-4T    | 610 mm           |                           | Seit 2007                     |                                 |                                                                                             |
|                                                                   | DMT Railroad / Santa Rosa Valley Railroad  | No. 6 | 2-4-2     | 30"              |                           | 1990                          | Tom Terning                     |                                                                                             |
|                                                                   | Wales West Light Railway                   | 'Dame Ann' | 0-4-2T    | 24"              |                           | 2004                          | Exmoor workshop                 |                                                                                             |
|                                                                   | Richwood Tahoe Railroad                    | No. 12 | 2-6-0     | 24"              |                           | 2009                          | Mammoth Locomotive Works        |                                                                                             |
|                                                                   | Billy Jones Wildcat Railroad               | No. 5 | 4-6-2     | 457 mm / 18"     |                           | 2013                          | Merrick Light Railway Equipment |                                                                                             |
|                                                                   | Whiskey River RR                           | No. 1919 'Lee W. Merrick' | 4-6-2     | 406 mm / 16"     |                           | 1996                          | Merrick Shops                   |                                                                                             |
|                                                                   | Hiawatha Live Steamers                     | No. 1 | 4-4-0     | 381 mm / 15"     |                           | 2013                          | Wasatch Railroad Contractors    |                                                                                             |
|                                                                   | Arborway T.T. & Northwestern RR            | No. 801 | 4-8-4     | 381 mm / 15"     |                           | 2006                          | Merrick Light Railway Equipment |                                                                                             |
|                                                                   | Redwood Valley RR                          | No. 7 'Oak' | 2-6-2     | 381 mm / 15"     |                           | 2006                          | Redwood Valley Railway          |                                                                                             |